# Хутор Чкалова (Брюховецкий район)
Хутор Чка́лова, Чка́лова — хутор в Брюховецком районе Краснодарского края России.
Входит в состав Брюховецкого сельского поселения.

## География
Улица одна — ул. Светлая.

## Население
| 2002 | 2010 |
| ---- | ---- |
| 95   | ↗96  |